# プティパ-petit pas!-
プティパ（petit pas!）は、日本の3人組女性アイドルグループ。都内を中心に活動した。2016年9月に解散。

## 略歴
2013年9月に篠崎を含む3名でデビュー。幾度かのメンバーチェンジを経たのち2015年3月1日に大塚Hearts+で開催された『TOKYO IDOL SHOWCASE Supported by orzSNS』で真中と日向が加入。解散までこの3名で活動した。
2016年9月24日・25日に幕張メッセで行われた『@JAM×ナタリー EXPO 2016』をもって解散した。

## メンバー
解散時のメンバー
篠崎こころ（しのざき こころ）
- 7月7日生まれ、神奈川県出身、パープル担当
- ミスiD2015＆うしじまいい肉賞をW受賞。DJギズモとしてDJの活動やZipper（祥伝社）の専属モデルとしても活動した[5]。

真中のぞみ（まなか のぞみ）
- 8月9日生まれ、東京都出身、コーラルピンク担当
- ミスiD2016ファイナリスト。 解散後はproject Mave-Ricksの新ユニットAlloy（アロイ）に所属[6]。

日向すず（ひなた すず）
- 12月15日生まれ、千葉県出身、ミルキーホワイト担当
- ストロベリー症候群（ストロベリーシンドローム）のベースとしても活動[8]。解散後はロックプロジェクトThe LunaBell（ザ・ルナベル）のボーカルを務めた[9]。
- ミスiD2022ファイナリスト（「すず」名義）

### 旧メンバー
- 茜ひなた（2013年12月脱退）[10]
- 栗原かんな（2013年12月脱退）
- 七瀬楽々（2014年6月脱退）[11]
- 愛梨萌（2014年10月脱退）[12]
- 小松えね（2015年3月脱退）

## 作品
順位はオリコン週間ランキング最高位。
作詞：篠崎こころ、作曲・編曲：Ryo（Central 2nd Sick）

### シングル
| # | 発売日        | タイトル | 規格品番  |
| - | ------------- | -------- | --------- |
| 1 | 2015年4月18日 | Re:START | PJMR-0001 |
| 2 | 2015年4月18日 | BORDER   | PJMR-0002 |
| 3 | 2015年4月18日 | レボピポ | PJMR-0003 |
| 4 | 2015年9月19日 | MAGIC    | PJMR-0004 |
| 5 | 2015年9月19日 | jump!!   | PJMR-0005 |
| 6 | 2015年9月19日 | Cheer    | PJMR-0006 |

### アルバム
| # | 発売日        | タイトル | 規格品番            | 順位 |
| - | ------------- | -------- | ------------------- | ---- |
| 1 | 2016年5月25日 | Reflain  | PJMR-1001 PJMR-1002 | 66位 |

### タイアップ
- YOZORA（『Refrain』収録）- ノンアルコール・スパークリングワイン「デュク・ドゥ・モンターニュ」 WebCM[17]

## 出演

### 映画
- Noise（2019年） - 桜田美沙 役（篠崎、主演）、鈴子 役（日向）、舞 役（真中）[18]